# Naxidia
Naxidia is een geslacht van vlinders van de familie spanners (Geometridae), uit de onderfamilie Larentiinae.

## Soorten
- N. glaphyra Wehrli, 1931
- N. hypocyrta Wehrli, 1931
- N. irrorata oore, 1888
- N. maculata Butler, 1879
- N. nudariata Poujade, 1895
- N. punctata Butler, 1886
- N. roseni Wehrli, 1931
- N. semiobscura Inoue, 1955